# How Could You Jean?
How Could You, Jean? är en amerikansk stumfilm från 1918, med Mary Pickford, regisserad av William Desmond Taylor, och baserad på en roman av Eleanor Hoyt Brainerd. Casson Ferguson hade den manliga huvudrollen; Spottiswoode Aitken och en ung ZaSu Pitts hade biroller.
Filmen antas vara förkommen.

## Handling
En ung överklasskvinna, som utger sig för att vara kokerska, förälskar sig i en man som i själva verket är miljonär. Filmen fick mindre bra betyg av kritikerna, som menade att den var trevlig men tråkig, även om New York Times kallade den "en rolig, extremt välproducerad komedi".
En roman av Sigrid Boo, Vi som går kjøkkenveien  har nästan identisk handling med Brainerds bok. Boos roman blev 1934 den amerikanska filmen Vi som går köksvägen med Janet Gaynor, vilken hade identisk handling med filmen från 1918. Detta kommenterades i New York Times med, "tydligen var den gamla Pickford-komedin redan glömt, och ingen anklagelse om upphovsrättsöverträdelse lämnades in."

### Fotnoter
1. ↑  How Could You, Jean?,Presumed Lost: Lost Films H silentera.com
2. ↑  A list of reviews is included in Bruce Long's Taylorology
3. 1 2  ”How Could You, Jean? (1918)”. New York Times. http://movies.nytimes.com/movie/95819/How-Could-You-Jean-/overview?scp=1&sq=%22how%20could%20you%20jean%22&st=cse. Läst 18 augusti 2010.